# Cerkev sv. Mohorja in Fortunata, Koreno nad Horjulom
Cerkev svetega Mohorja in Fortunata, Koreno nad Horjulom, podružnična cerkev, kulturni spomenik lokalnega pomena.
Cerkev, ki stoji na slemenu na višini 725 m, je v virih prvič omenjena leta 1389. K pravokotni romanski ladji je bil ob koncu 15. ali na začetku 16. stoletja na vzhodu prizidan poznogotski prezbiterij. K zahodni (vhodni) fasadi je bil prizidan baročni zvonik, ki ima štiri zvonove.
```
Cerkev je bila obdana s kamnitim obzidjem, znotraj katerega je danes pokopališče.
```

V notranjosti ladje in na slavoloku se pod béleži kažeta dve plasti poslikave; pod poznogotskimi freskami je starejša plast stenskih slikarij s kozmatsko borduro, ki razodeva furlanskega mojstra iz leta okrog 1400. Poznogotske freske iz začetka 16. stoletja prekrivajo tudi mrežasto obokan prezbiterij.
V cerkvi so trije leseni baročni oltarji. Glavni oltar iz srede 18. stoletja se zgleduje po oltarjih Facijeve delavnice. Stranska oltarja domačega podobarja Jerneja Trnovca, sta klasicistično delo prve polovice 19. stoletja.
Na južni fasadi je ikonografsko zanimiv prizor Kristusa med mučilnimi orodji ter ostanki fresk Križanja in sv. Krištofa. Freske so leta 2017 že skoraj povsem obledele.
Pred cerkvijo stoji ostarela, še vedno živa lipa.
- notranjost cerkve
- pogled s kora
- prezbiterij - severna stran
- prezbiterij - južna stran
- pevski kor